# كنز الدقائق
كنز الدقائق هو كتاب للإمام أبي البركات حافظ الدين النسفي (ت 710 هـ) يعد من أهم المتون المعتمدة في المذهب الحنفي عند المتأخرين، اعتنى به الفقهاء شرحاً وتدريساً، وقد أوضح المؤلف في خطبة الكتاب أنه لخص فيه الوافي بذكر ما عم وقوعه، وكثر وجوده لتكثر فائدته، وتتوفر عائدته. وكتاب كنز الدقائق من أعمدة المذهب الحنفي وأركانه وهو المقرر الدراسي في معاهد شرعية كثيرة في بقاع العالم. وقد سماه الكاتب بالدقائق نظراً لدقة اختصاره، ولقبه بالكنز لخلوه من العويصات والمعضلات، ولاحتوائه على أهم مسائل الفتاوى والواقعات التي يحتاج إليها الناس. وقد وصفه الإمام فخر الدين الزيلعي الحنفي (ت 743 هـ) في مقدمة كتابه (تبيين الحقائق شرح كنز الدقائق) فقال: «فإني لما رأيت هذا المختصر المسمى بكنز الدقائق أحسن مختصر في الفقه، حاوياً ما يحتاج إليه من الواقعات، مع لطافة حجمه لاختصار نظمه...».

## محتوى الكتاب
ضم هذا المختصر أربعين ألف مسألة في فقه الإمام الأعظم أبي حنيفة النعمان مرتبة ومحررة ومدققة مع الضبط والتهذيب بعبارة موجزة مختصرة هي زبدة المذهب الحنفي وثمرته في أبواب الفقه كلها بدون ذكر الدليل والتعليل. وقد اقتصر فيه مؤلفه على رأي الإمام أبي حنيفة إلا في نحو عشر مسائل فيعتمد فيها قول غير قول الإمام من الأصحاب وذلك حين يكون سبب الخلاف بينهم اختلاف الزمان والمكان لا الحجة والبرهان.

## مخطوطات الكتاب
من المخطوطات المعتمدة في طبعة دار البشائر الإسلامية في بيروت مخطوطة كتبت سنة 703 هـ بخط إسحاق بن إسماعيل وهي من محفوظات مكتبة غوتا في ألمانيا.

## شروح الكتاب
- كنز البيان مختصر توفيق الرحمن (شرح متن كنز الدقائق) - ابن نعمان الطائي.
- كشف الحقائق في شرح كنز الدقائق - عبد الحكيم الأفغاني.
- تبيين الحقائق شرح كنز الدقائق - فخر الدين الزيلعي.
- رمز الحقائق شرح كنز الدقائق - بدر الدين العيني.
- البحر الرائق شرح كنز الدقائق - زين الدين بن نجيم (ت 970هـ).
- النهر الفائق شرح كنز الدقائق - سراج الدين بن نجيم (ت 1005هـ).
- منحة الخالق على البحر الرائق شرح كنز الدقائق - ابن عابدين.

## وصلات خارجية
- صفحة الكتاب على موقع جودريدز